# LCK mùa giải 2023
LCK mùa giải 2023 là mùa giải thứ 12 của League of Legends Champions Korea (LCK), giải đấu thể thao điện tử chuyên nghiệp của Hàn Quốc dành cho bộ môn Liên Minh Huyền Thoại. Mùa giải được chia làm 2 giai đoạn: Mùa Xuân và Mùa Hè. Giải Mùa Xuân sẽ bắt đầu vào ngày 18 tháng 1 và kết thúc với trận chung kết tổng vào ngày 9 tháng 4 năm 2023. Giải Mùa Hè bắt đầu vào ngày 7 tháng 6 và kết thúc với trận chung kết tổng vào ngày 20 tháng 8 năm 2023.
Đội quán quân giải Mùa Xuân, Gen.G, và á quân, T1, đủ điều kiện tham dự Mid-Season Invitational 2023. Gen.G cũng đã vô địch giải Mùa Hè, trực tiếp giúp họ đủ điều kiện tham dự Chung kết thế giới 2023. T1 đủ điều kiện tham dự Chung kết thế giới 2023 thông qua điểm tích lũy, trong khi cả KT Rolster và Dplus KIA cũng đủ điều kiện tham dự Chung kết thế giới 2023 thông qua vòng loại khu vực.

## Thể thức
Thể thức mùa giải thông thường là thi đấu vòng tròn 2 lượt.
Bắt đầu từ mùa giải 2023, LCK đã đưa ra thể thức mới cho vòng loại trực tiếp, trong đó hình thức loại trực tiếp nhánh thắng - thua sẽ được áp dụng bắt đầu từ trận bán kết.

## Giải Mùa Xuân
Vòng bảng của Giải Mùa Xuân diễn ra từ ngày 18 tháng 1 đến ngày 19 tháng 3 năm 2023. Sáu đội đứng đầu vòng bảng sẽ tiến vào vòng loại trực tiếp, diễn ra từ ngày 22 tháng 3 đến ngày 9 tháng 4 năm 2023. Trận chung kết tổng được tổ chức tại Jamsil Indoor Stadium ở Seoul. Hai đội đứng đầu vòng loại trực tiếp đủ điều kiện tham dự Mid-Season Invitational 2023.

### Vòng bảng
| VT | Đội                 | ST | T  | B  | PCT | Giành quyền tham dự         |
| -- | ------------------- | -- | -- | -- | --- | --------------------------- |
| 1  | T1                  | 18 | 17 | 1  |     | Lọt vào bán kết nhánh thắng |
| 2  | Gen.G               | 18 | 13 | 5  |     | Lọt vào bán kết nhánh thắng |
| 3  | KT Rolster          | 18 | 13 | 5  |     | Lọt vào tứ kết nhánh thắng  |
| 4  | Dplus Kia           | 18 | 12 | 6  |     | Lọt vào tứ kết nhánh thắng  |
| 5  | Hanwha Life Esports | 18 | 10 | 8  |     | Lọt vào tứ kết nhánh thắng  |
| 6  | Liiv Sandbox        | 18 | 10 | 8  |     | Lọt vào tứ kết nhánh thắng  |
| 7  | Kwangdong Freecs    | 18 | 6  | 12 |     |                             |
| 8  | Fredit Brion        | 18 | 4  | 14 |     |                             |
| 9  | DRX                 | 18 | 3  | 15 |     |                             |
| 10 | Nongshim RedForce   | 18 | 2  | 16 |     |                             |

### Vòng loại trực tiếp

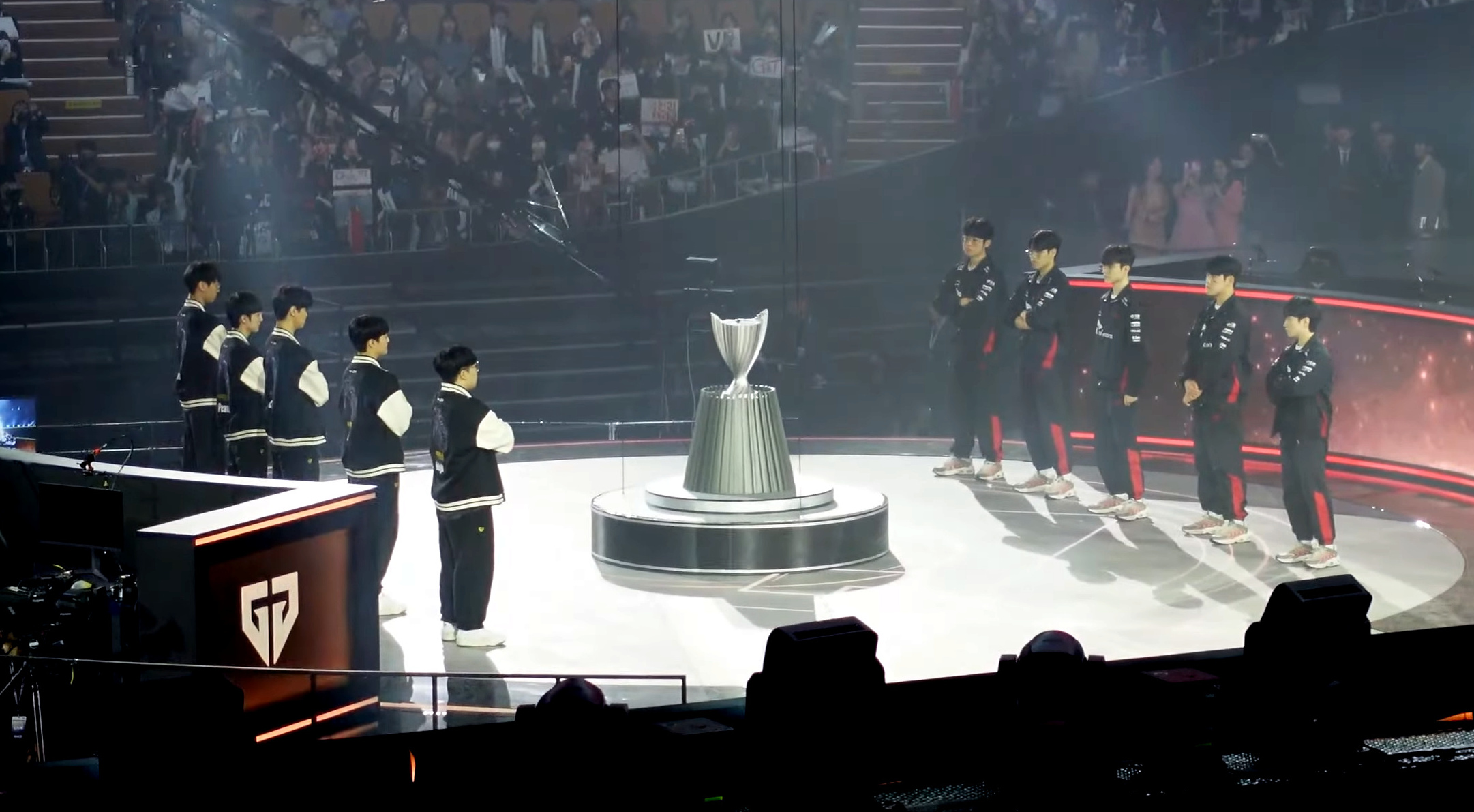
Gen.G và T1 thi đấu trong trận Chung kết tổng Giải Mùa Xuân.

|  |                    |                     |                    |                           |   |                     |                     |                     |            |   |                       |                       |                       |  |  |                |                |                |
|  | Tứ kết nhánh thắng | Tứ kết nhánh thắng  | Tứ kết nhánh thắng |                           |   | Bán kết nhánh thắng | Bán kết nhánh thắng | Bán kết nhánh thắng |            |   | Chung kết nhánh thắng | Chung kết nhánh thắng | Chung kết nhánh thắng |  |  | Chung kết tổng | Chung kết tổng | Chung kết tổng |
|  | Tứ kết nhánh thắng | Tứ kết nhánh thắng  | Tứ kết nhánh thắng |                           |   | Bán kết nhánh thắng | Bán kết nhánh thắng | Bán kết nhánh thắng |            |   | Chung kết nhánh thắng | Chung kết nhánh thắng | Chung kết nhánh thắng |  |  | Chung kết tổng | Chung kết tổng | Chung kết tổng |
|  |                    |                     |                    |                           |   |                     |                     |                     |            |   |                       |                       |                       |  |  |                |                |                |
|  |                    |                     |                    |                           |   |                     |                     |                     |            |   |                       |                       |                       |  |  |                |                |                |
|  |                    |                     |                    |                           |   | 1                   | T1                  | 3                   |            |   |                       |                       |                       |  |  |                |                |                |
|  |                    |                     |                    |                           |   | 1                   | T1                  | 3                   |            |   |                       |                       |                       |  |  |                |                |                |
|  | 3                  | KT Rolster          | 3                  |                           |   | 3                   | KT Rolster          | 2                   |            |   |                       |                       |                       |  |  |                |                |                |
|  | 3                  | KT Rolster          | 3                  |                           |   | 3                   | KT Rolster          | 2                   |            |   |                       |                       |                       |  |  |                |                |                |
|  | 6                  | Liiv Sandbox        | 1                  |                           |   |                     |                     |                     |            |   | 1                     | T1                    | 3                     |  |  |                |                |                |
|  | 6                  | Liiv Sandbox        | 1                  | Hạt giống #1 chọn đối thủ |   |                     |                     |                     |            |   | 1                     | T1                    | 3                     |  |  |                |                |                |
|  |                    |                     |                    |                           |   |                     |                     | 2                   | Gen.G      | 1 |                       |                       |                       |  |  |                |                |                |
|  |                    |                     |                    |                           |   |                     |                     | 2                   | Gen.G      | 1 |                       |                       |                       |  |  |                |                |                |
|  |                    |                     |                    |                           |   | 2                   | Gen.G               | 3                   |            |   |                       |                       |                       |  |  |                |                |                |
|  |                    |                     |                    |                           |   | 2                   | Gen.G               | 3                   |            |   |                       |                       |                       |  |  |                |                |                |
|  | 4                  | Dplus Kia           | 1                  |                           |   | 5                   | Hanwha Life Esports | 1                   |            |   |                       |                       |                       |  |  |                |                |                |
|  | 4                  | Dplus Kia           | 1                  |                           |   | 5                   | Hanwha Life Esports | 1                   |            |   |                       |                       |                       |  |  |                |                |                |
|  | 5                  | Hanwha Life Esports | 3                  |                           |   |                     |                     |                     |            |   |                       |                       |                       |  |  |                |                |                |
|  | 5                  | Hanwha Life Esports | 3                  |                           |   |                     |                     |                     |            | 1 | T1                    | 1                     |                       |  |  |                |                |                |
|  |                    |                     |                    |                           |   |                     |                     |                     |            |   |                       |                       |                       |  |  |                |                |                |
|  |                    |                     | 2                  | Gen.G                     | 3 |                     |                     |                     |            |   |                       |                       |                       |  |  |                |                |                |
|  |                    |                     |                    | Gen.G                     | 3 |                     |                     |                     |            |   |                       |                       |                       |  |  |                |                |                |
|  |                    |                     |                    |                           |   | Bán kết nhánh thua  | Bán kết nhánh thua  | Bán kết nhánh thua  |            |   | Chung kết nhánh thua  | Chung kết nhánh thua  | Chung kết nhánh thua  |  |  |                |                |                |
|  |                    |                     |                    |                           |   | Bán kết nhánh thua  | Bán kết nhánh thua  | Bán kết nhánh thua  |            |   | Chung kết nhánh thua  | Chung kết nhánh thua  | Chung kết nhánh thua  |  |  |                |                |                |
|  |                    |                     |                    |                           |   |                     |                     |                     |            |   |                       |                       |                       |  |  |                |                |                |
|  |                    |                     |                    |                           |   |                     |                     |                     |            |   |                       |                       |                       |  |  |                |                |                |
|  |                    |                     |                    |                           |   |                     |                     |                     |            |   |                       |                       |                       |  |  |                |                |                |
|  |                    |                     |                    |                           |   |                     |                     | 2                   | Gen.G      | 3 |                       |                       |                       |  |  |                |                |                |
|  |                    |                     |                    |                           |   |                     |                     | 2                   | Gen.G      | 3 |                       |                       |                       |  |  |                |                |                |
|  |                    |                     | 3                  | KT Rolster                | 3 |                     |                     | 3                   | KT Rolster | 1 |                       |                       |                       |  |  |                |                |                |
|  |                    |                     |                    | KT Rolster                | 3 |                     |                     | 3                   | KT Rolster | 1 |                       |                       |                       |  |  |                |                |                |
|  |                    |                     | 5                  | Hanwha Life Esports       | 1 |                     |                     |                     |            |   |                       |                       |                       |  |  |                |                |                |
|  |                    |                     |                    | Hanwha Life Esports       | 1 |                     |                     |                     |            |   |                       |                       |                       |  |  |                |                |                |
|  |                    |                     |                    |                           |   |                     |                     |                     |            |   |                       |                       |                       |  |  |                |                |                |

## Giải Mùa Hè
Vòng bảng của Giải Mùa hè bắt đầu vào ngày 7 tháng 6. Sáu đội đứng đầu của vòng bảng tiến vào vòng loại trực tiếp, diễn ra từ ngày 8 đến ngày 20 tháng 8 năm 2023. Trận chung kết diễn ra tại Trung tâm Hội nghị Daejeon ở Yuseong, Daejeon.

### Vòng bảng
| VT | Đội                 | ST | T  | B  | PCT | Giành quyền tham dự         |
| -- | ------------------- | -- | -- | -- | --- | --------------------------- |
| 1  | KT Rolster          | 18 | 17 | 1  |     | Lọt vào bán kết nhánh thắng |
| 2  | Gen.G               | 18 | 16 | 2  |     | Lọt vào bán kết nhánh thắng |
| 3  | Hanwha Life Esports | 18 | 12 | 6  |     | Lọt vào tứ kết nhánh thắng  |
| 4  | Dplus Kia           | 18 | 11 | 7  |     | Lọt vào tứ kết nhánh thắng  |
| 5  | T1                  | 18 | 9  | 9  |     | Lọt vào tứ kết nhánh thắng  |
| 6  | DRX                 | 18 | 6  | 12 |     | Lọt vào tứ kết nhánh thắng  |
| 7  | Liiv Sandbox        | 18 | 5  | 13 |     |                             |
| 8  | Fredit Brion        | 18 | 5  | 13 |     |                             |
| 9  | Nongshim RedForce   | 18 | 5  | 13 |     |                             |
| 10 | Kwangdong Freecs    | 18 | 4  | 14 |     |                             |

### Vòng loại trực tiếp
|  |                    |                     |                    |                           |   |                     |                     |                     |            |   |                       |                       |                       |  |  |                |                |                |
|  | Tứ kết nhánh thắng | Tứ kết nhánh thắng  | Tứ kết nhánh thắng |                           |   | Bán kết nhánh thắng | Bán kết nhánh thắng | Bán kết nhánh thắng |            |   | Chung kết nhánh thắng | Chung kết nhánh thắng | Chung kết nhánh thắng |  |  | Chung kết tổng | Chung kết tổng | Chung kết tổng |
|  | Tứ kết nhánh thắng | Tứ kết nhánh thắng  | Tứ kết nhánh thắng |                           |   | Bán kết nhánh thắng | Bán kết nhánh thắng | Bán kết nhánh thắng |            |   | Chung kết nhánh thắng | Chung kết nhánh thắng | Chung kết nhánh thắng |  |  | Chung kết tổng | Chung kết tổng | Chung kết tổng |
|  |                    |                     |                    |                           |   |                     |                     |                     |            |   |                       |                       |                       |  |  |                |                |                |
|  |                    |                     |                    |                           |   |                     |                     |                     |            |   |                       |                       |                       |  |  |                |                |                |
|  |                    |                     |                    |                           |   | 1                   | KT Rolster          | 2                   |            |   |                       |                       |                       |  |  |                |                |                |
|  |                    |                     |                    |                           |   | 1                   | KT Rolster          | 2                   |            |   |                       |                       |                       |  |  |                |                |                |
|  | 3                  | Hanwha Life Esports | 3                  |                           |   | 5                   | T1                  | 3                   |            |   |                       |                       |                       |  |  |                |                |                |
|  | 3                  | Hanwha Life Esports | 3                  |                           |   | 5                   | T1                  | 3                   |            |   |                       |                       |                       |  |  |                |                |                |
|  | 6                  | DRX                 | 0                  |                           |   |                     |                     |                     |            |   | 2                     | Gen.G                 | 3                     |  |  |                |                |                |
|  | 6                  | DRX                 | 0                  | Hạt giống #1 chọn đối thủ |   |                     |                     |                     |            |   | 2                     | Gen.G                 | 3                     |  |  |                |                |                |
|  |                    |                     |                    |                           |   |                     |                     | 5                   | T1         | 2 |                       |                       |                       |  |  |                |                |                |
|  |                    |                     |                    |                           |   |                     |                     | 5                   | T1         | 2 |                       |                       |                       |  |  |                |                |                |
|  |                    |                     |                    |                           |   | 2                   | Gen.G               | 3                   |            |   |                       |                       |                       |  |  |                |                |                |
|  |                    |                     |                    |                           |   | 2                   | Gen.G               | 3                   |            |   |                       |                       |                       |  |  |                |                |                |
|  | 4                  | Dplus Kia           | 1                  |                           |   | 3                   | Hanwha Life Esports | 0                   |            |   |                       |                       |                       |  |  |                |                |                |
|  | 4                  | Dplus Kia           | 1                  |                           |   | 3                   | Hanwha Life Esports | 0                   |            |   |                       |                       |                       |  |  |                |                |                |
|  | 5                  | T1                  | 3                  |                           |   |                     |                     |                     |            |   |                       |                       |                       |  |  |                |                |                |
|  | 5                  | T1                  | 3                  |                           |   |                     |                     |                     |            | 2 | Gen.G                 | 3                     |                       |  |  |                |                |                |
|  |                    |                     |                    |                           |   |                     |                     |                     |            |   |                       |                       |                       |  |  |                |                |                |
|  |                    |                     | 5                  | T1                        | 0 |                     |                     |                     |            |   |                       |                       |                       |  |  |                |                |                |
|  |                    |                     |                    | T1                        | 0 |                     |                     |                     |            |   |                       |                       |                       |  |  |                |                |                |
|  |                    |                     |                    |                           |   | Bán kết nhánh thua  | Bán kết nhánh thua  | Bán kết nhánh thua  |            |   | Chung kết nhánh thua  | Chung kết nhánh thua  | Chung kết nhánh thua  |  |  |                |                |                |
|  |                    |                     |                    |                           |   | Bán kết nhánh thua  | Bán kết nhánh thua  | Bán kết nhánh thua  |            |   | Chung kết nhánh thua  | Chung kết nhánh thua  | Chung kết nhánh thua  |  |  |                |                |                |
|  |                    |                     |                    |                           |   |                     |                     |                     |            |   |                       |                       |                       |  |  |                |                |                |
|  |                    |                     |                    |                           |   |                     |                     |                     |            |   |                       |                       |                       |  |  |                |                |                |
|  |                    |                     |                    |                           |   |                     |                     |                     |            |   |                       |                       |                       |  |  |                |                |                |
|  |                    |                     |                    |                           |   |                     |                     | 5                   | T1         | 3 |                       |                       |                       |  |  |                |                |                |
|  |                    |                     |                    |                           |   |                     |                     | 5                   | T1         | 3 |                       |                       |                       |  |  |                |                |                |
|  |                    |                     | 1                  | KT Rolster                | 3 |                     |                     | 1                   | KT Rolster | 2 |                       |                       |                       |  |  |                |                |                |
|  |                    |                     |                    | KT Rolster                | 3 |                     |                     | 1                   | KT Rolster | 2 |                       |                       |                       |  |  |                |                |                |
|  |                    |                     | 3                  | Hanwha Life Esports       | 0 |                     |                     |                     |            |   |                       |                       |                       |  |  |                |                |                |
|  |                    |                     |                    | Hanwha Life Esports       | 0 |                     |                     |                     |            |   |                       |                       |                       |  |  |                |                |                |
|  |                    |                     |                    |                           |   |                     |                     |                     |            |   |                       |                       |                       |  |  |                |                |                |

## Điểm tích luỹ
| VT | Đội                 | MX | MH  | TC  | Giành quyền tham dự                             |
| -- | ------------------- | -- | --- | --- | ----------------------------------------------- |
| 1  | Gen.G               | 90 | AQ  | AQ  | Chung kết thế giới 2023                         |
| 2  | T1                  | 70 | 100 | 170 | Chung kết thế giới 2023                         |
| 3  | KT Rolster          | 50 | 80  | 130 | Lọt vào Chung kết nhánh thắng Vòng loại khu vực |
| 4  | Hanwha Life Esports | 30 | 50  | 80  | Lọt vào Chung kết nhánh thắng Vòng loại khu vực |
| 5  | Dplus Kia           | 20 | 30  | 50  | Lọt vào Bán kết nhánh thua Vòng loại khu vực    |
| 6  | DRX                 | 0  | 10  | 10  | Lọt vào Bán kết nhánh thua Vòng loại khu vực    |
| 7  | Liiv Sandbox        | 10 | 0   | 10  |                                                 |
| 8  | Kwangdong Freecs    | 0  | 0   | 0   |                                                 |
| 9  | Nongshim RedForce   | 0  | 0   | 0   |                                                 |
| 10 | Fredit Brion        | 0  | 0   | 0   |                                                 |

## Vòng loại khu vực
Vòng loại khu vực là giải đấu bao gồm bốn đội đứng đầu LCK dựa trên số điểm tích lũy (trừ 2 đội đã đủ điều kiện trực tiếp tham gia Chung kết thế giới 2023). Hai đội đứng đầu đối đầu với nhau, đội chiến thắng giành được một suất tham dự Chung kết thế giới. Đồng thời, hai đội đứng sau thi đấu với nhau, đội thua sẽ bị loại. Hai đội còn lại sau đó tranh giành suất LCK cuối cùng tại Chung kết thế giới 2023.
|  |                    |                    |                    |                     |           |                       |                       |                       |  |  |                                          |                                          |                                          |
|  |                    |                    |                    |                     |           | Chung kết nhánh thắng | Chung kết nhánh thắng | Chung kết nhánh thắng |  |  | Đủ điều kiện tham gia Chung kết thế giới | Đủ điều kiện tham gia Chung kết thế giới | Đủ điều kiện tham gia Chung kết thế giới |
|  |                    |                    |                    |                     |           | Chung kết nhánh thắng | Chung kết nhánh thắng | Chung kết nhánh thắng |  |  | Đủ điều kiện tham gia Chung kết thế giới | Đủ điều kiện tham gia Chung kết thế giới | Đủ điều kiện tham gia Chung kết thế giới |
|  |                    |                    |                    |                     |           |                       |                       |                       |  |  |                                          |                                          |                                          |
|  |                    |                    |                    |                     |           |                       |                       |                       |  |  |                                          |                                          |                                          |
|  |                    |                    | 3                  | KT Rolster          | 3         |                       |                       |                       |  |  |                                          |                                          |                                          |
|  |                    |                    | 3                  | KT Rolster          | 3         | KT Rolster            |                       |                       |  |  |                                          |                                          |                                          |
|  |                    |                    | 4                  | Hanwha Life Esports | 1         |                       |                       |                       |  |  |                                          |                                          |                                          |
|  |                    |                    | 4                  | Hanwha Life Esports | 1         |                       |                       |                       |  |  |                                          |                                          |                                          |
|  |                    |                    |                    |                     |           |                       |                       |                       |  |  |                                          |                                          |                                          |
|  |                    |                    |                    |                     |           |                       |                       |                       |  |  |                                          |                                          |                                          |
|  | Bán kết nhánh thua | Bán kết nhánh thua | Bán kết nhánh thua |                     |           | Chung kết nhánh thua  | Chung kết nhánh thua  | Chung kết nhánh thua  |  |  | Đủ điều kiện tham gia Chung kết thế giới | Đủ điều kiện tham gia Chung kết thế giới | Đủ điều kiện tham gia Chung kết thế giới |
|  | Bán kết nhánh thua | Bán kết nhánh thua | Bán kết nhánh thua |                     |           | Chung kết nhánh thua  | Chung kết nhánh thua  | Chung kết nhánh thua  |  |  | Đủ điều kiện tham gia Chung kết thế giới | Đủ điều kiện tham gia Chung kết thế giới | Đủ điều kiện tham gia Chung kết thế giới |
|  |                    |                    |                    |                     |           |                       |                       |                       |  |  |                                          |                                          |                                          |
|  |                    |                    |                    |                     |           |                       |                       |                       |  |  |                                          |                                          |                                          |
|  |                    |                    |                    |                     |           | 4                     | Hanwha Life Esports   | 1                     |  |  |                                          |                                          |                                          |
|  |                    |                    |                    |                     | Dplus Kia | 4                     | Hanwha Life Esports   | 1                     |  |  |                                          |                                          |                                          |
|  | 5                  | Dplus Kia          | 3                  |                     |           | 5                     | Dplus Kia             | 3                     |  |  |                                          |                                          |                                          |
|  | 5                  | Dplus Kia          | 3                  |                     |           | 5                     | Dplus Kia             | 3                     |  |  |                                          |                                          |                                          |
|  | 6                  | DRX                | 0                  |                     |           |                       |                       |                       |  |  |                                          |                                          |                                          |
|  | 6                  | DRX                | 0                  |                     |           |                       |                       |                       |  |  |                                          |                                          |                                          |

Nguồn: LoL Esports

## Giải thưởng

### Giải Mùa Xuân
- MVP: Keria, T1[9]

- Đội hình tiêu biểu 1:[10]

| Đội hình tiêu biểu 1 | Đội hình tiêu biểu 1 | Đội hình tiêu biểu 1 | Đội hình tiêu biểu 1 | Đội hình tiêu biểu 1 | Đội hình tiêu biểu 1 |
| Vị trí               | Đường trên           | Đi rừng              | Đường giữa           | Đường dưới           | Hỗ trợ               |
| -------------------- | -------------------- | -------------------- | -------------------- | -------------------- | -------------------- |
| Tuyển thủ            | Zeus                 | Oner                 | Faker                | Gumayusi             | Keria                |
| Đội                  | T1                   | T1                   | T1                   | T1                   | T1                   |

- Đội hình tiêu biểu 2:[10]

| Đội hình tiêu biểu 2 | Đội hình tiêu biểu 2 | Đội hình tiêu biểu 2 | Đội hình tiêu biểu 2 | Đội hình tiêu biểu 2 | Đội hình tiêu biểu 2 |
| Vị trí               | Đường trên           | Đi rừng              | Đường giữa           | Đường dưới           | Hỗ trợ               |
| -------------------- | -------------------- | -------------------- | -------------------- | -------------------- | -------------------- |
| Tuyển thủ            | Kiin                 | Peanut               | Chovy                | Deft                 | Kellin               |
| Đội                  | KT Rolster           | Gen.G                | Gen.G                | Dplus KIA            | Dplus KIA            |

- Đội hình tiêu biểu 3:[10]

| Đội hình tiêu biểu 3 | Đội hình tiêu biểu 3 | Đội hình tiêu biểu 3 | Đội hình tiêu biểu 3 | Đội hình tiêu biểu 3 | Đội hình tiêu biểu 3 |
| Vị trí               | Đường trên           | Đi rừng              | Đường giữa           | Đường dưới           | Hỗ trợ               |
| -------------------- | -------------------- | -------------------- | -------------------- | -------------------- | -------------------- |
| Tuyển thủ            | Doran                | Canyon               | Bdd                  | Peyz                 | Lehends              |
| Đội                  | Gen.G                | Dplus KIA            | KT Rolster           | Gen.G                | KT Rolster           |

### Giải Mùa Hè
- MVP: Lehends, KT Rolster[11]

- Đội hình tiêu biểu 1:[11]

| Đội hình tiêu biểu 1 | Đội hình tiêu biểu 1 | Đội hình tiêu biểu 1 | Đội hình tiêu biểu 1 | Đội hình tiêu biểu 1 | Đội hình tiêu biểu 1 |
| Vị trí               | Đường trên           | Đi rừng              | Đường giữa           | Đường dưới           | Hỗ trợ               |
| -------------------- | -------------------- | -------------------- | -------------------- | -------------------- | -------------------- |
| Tuyển thủ            | Kiin                 | Cuzz                 | Bdd                  | Aiming               | Lehends              |
| Đội                  | KT Rolster           | KT Rolster           | KT Rolster           | KT Rolster           | KT Rolster           |

- Đội hình tiêu biểu 2:[11]

| Đội hình tiêu biểu 2 | Đội hình tiêu biểu 2 | Đội hình tiêu biểu 2 | Đội hình tiêu biểu 2 | Đội hình tiêu biểu 2 | Đội hình tiêu biểu 2 |
| Vị trí               | Đường trên           | Đi rừng              | Đường giữa           | Đường dưới           | Hỗ trợ               |
| -------------------- | -------------------- | -------------------- | -------------------- | -------------------- | -------------------- |
| Tuyển thủ            | Doran                | Peanut               | Chovy                | Peyz                 | Delight              |
| Đội                  | Gen.G                | Gen.G                | Gen.G                | Gen.G                | Gen.G                |

- Đội hình tiêu biểu 3:[11]

| Đội hình tiêu biểu 3 | Đội hình tiêu biểu 3 | Đội hình tiêu biểu 3 | Đội hình tiêu biểu 3 | Đội hình tiêu biểu 3 | Đội hình tiêu biểu 3 |
| Vị trí               | Đường trên           | Đi rừng              | Đường giữa           | Đường dưới           | Hỗ trợ               |
| -------------------- | -------------------- | -------------------- | -------------------- | -------------------- | -------------------- |
| Tuyển thủ            | Zeus                 | Canyon               | Zeka                 | Viper                | Life                 |
| Đội                  | T1                   | Dplus KIA            | Hanwha Life Esports  | Hanwha Life Esports  | Hanwha Life Esports  |

### Mùa giải
- Tuyển thủ của năm: Faker, T1[12]
- Tuyển thủ của năm theo từng vị trí:[13]

| Tuyển thủ của năm theo từng vị trí | Tuyển thủ của năm theo từng vị trí | Tuyển thủ của năm theo từng vị trí | Tuyển thủ của năm theo từng vị trí | Tuyển thủ của năm theo từng vị trí | Tuyển thủ của năm theo từng vị trí |
| Vị trí                             | Đường trên                         | Đi rừng                            | Đường giữa                         | Đường dưới                         | Hỗ trợ                             |
| ---------------------------------- | ---------------------------------- | ---------------------------------- | ---------------------------------- | ---------------------------------- | ---------------------------------- |
| Tuyển thủ                          | Zeus                               | Oner                               | Faker                              | Gumayusi                           | Keria                              |
| Đội                                | T1                                 | T1                                 | T1                                 | T1                                 | T1                                 |

- Giải thưởng của nhà tài trợ:[14]
  - Giải thưởng Vua Hỗ trợ Secret Lab: Delight, Gen.G
  - Giải thưởng Thợ săn quái vật: Peanut, Gen.G
  - Giải thưởng Lối chơi Logitech G: Deft, Dplus KIA
  - Giải thưởng Tầm nhìn JW Pharmaceutical: Kael, Liiv Sandbox
  - Giải thưởng Vua Tìm kiếm OP.GG: Faker, T1
  - Giải thưởng Cướp rừng LG Ultragear: Cuzz, KT Rolster
  - Giải thưởng LCK Tiếp thị Toàn cầu: Morgan, Fredit Brion
  - Giải thưởng KDA HP Omen: Aiming, KT Rolster
  - Giải thưởng Chiến công đầu BBQ: Oner, T1
  - Giải thưởng Vua Vàng Woori WON Banking: Gumayusi, T1
- Giải thưởng kỉ niệm 10 năm LCK: Seong Seung-heon và CloudTemplar[15]
- Giải thưởng Tinh thần thể thao: Kwangdong Freecs[15]
- Giải thưởng Meme của năm: CloudTemplar[15]